# Nike Lorenz
Pour les articles homonymes, voir Lorenz.
Nike Lorenz est une joueuse allemande de hockey sur gazon née le 12 mars 1997 à Berlin. Elle a remporté avec l'équipe d'Allemagne la médaille de bronze du tournoi féminin aux Jeux olympiques d'été de 2016 à Rio de Janeiro.